# Sant Martí de Riells
Sant Martí de Riells és una església romànica de Riells i Viabrea (Selva) inclosa a l'Inventari del Patrimoni Arquitectònic de Catalunya.

## Descripció
L'església de Sant Martí de Riells està situada al nord del terme municipal, a 510 m sobre el nivell del mar en la vall formada entre el turó de Morou i el pla de Fogueres i el puig del castell de Montsoriu, per on transcorre la riera de Riells.
El temple actual data del segle xii tot i que ha sofert múltiples intervencions posteriors.

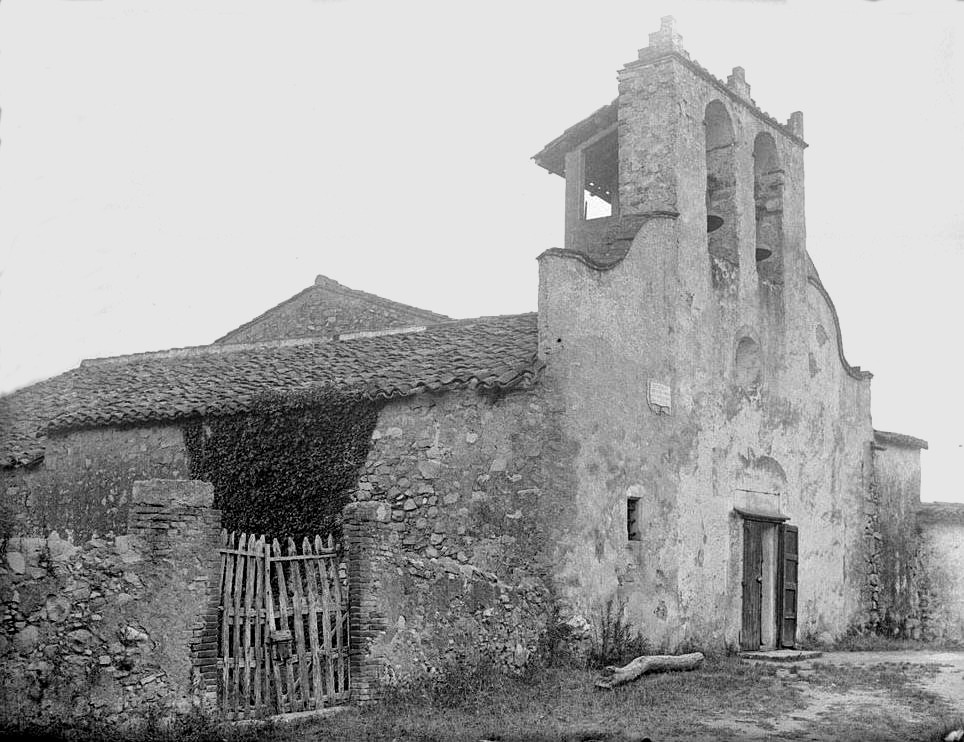
Sant Martí de Riells en una imatge d'entre 1920 i 1930

L'edifici, de línies sòbries i senzilles, té un campanar d'espadanya que abans ocupava una posició central, però que en la darrera restauració ha estat desplaçat al costat dret. És de dos ulls i conté dues campanes, la Martina i la Mercè
La façana presenta una portalada composta d'una arquivolta cilíndrica llisa recolzada sobre dues columnes. Els capitells estan esculpits amb decoració de caràcter floral. El de l'esquerra presenta una fulla a l'angle, a base de tres incisions concèntriques i un motiu circular que sorgeix d'una tija vertical al mig de cada cara. El de la dreta també té una fulla a cada cara però acabada amb una voluta. Al centre del mur de la façana s'obre un òcul circular i a la dreta hi ha una fornícula amb la imatge del sant en terracota.
L'interior de la nau, de volta de canó, és de rajols; els murs són de pedra irregular, tret de l'absis que està arrebossat i pintat amb tres obertures d'arc de mig punt amb vitralls. A banda i banda hi ha dues capelles que s'obren a la nau central per uns arcs de mig punt de pedra.
A la dreta del temple hi ha la rectoria adossada, que data del segle xviii, i comunicada directament amb l'església per una capella amb volta de creueria i al costat esquerre trobem el cementiri.
De l'església primitiva només en queda el mur occidental i molts dels elements emprats en la reconstrucció procedeixen d'altres edificacions.

## Història
La primera notícia documental del lloc de “Riellos” la trobem en un precepte datat el 9 de setembre de l'any 878. Amb la fundació de monestir de Breda el 1038, va passar sota la seva directa jurisdicció. El 1169 ja hi ha constància escrita que l'església de Riells està dedicada a Sant Martí de Tours. L'any 1957 la parròquia passa a pertànyer del Bisbat de Barcelona al Bisbat de Girona. Actualment Sant Martí de Riells és l'església parroquial de Riells i Viabrea.
El temple ha sofert moltes remodelacions al llarg dels segles. La primera restauració important es va fer al segle xv, ja que havia quedat malmesa per les revoltes socials de l'època. Posteriorment, al segle xvii, es va ampliar per cobrir les necessitats de la parròquia. La Guerra Civil de 1936 també va tenir repercussions importants en l'edifici i va significar la destrucció de tot l'arxiu parroquial. Acabada la guerra va ser reconstruït i l'any 1956 es va iniciar la restauració definitiva amb la intervenció directa de Mn. Pere Ribot que n'era el rector des del 1941. Existeix un projecte de l'arquitecte Antoni Fisas que mai s'arribà a dur a terme.